# 峨眉含笑
峨眉含笑（学名：Michelia wilsonii）为木兰科含笑属下的常绿乔木。只零星分布于中国四川盆地低山丘陵区的常绿阔叶林中。为中国国家二级重点保护野生植物。